# Capacità giuridica
I diritti che la legge riconosce a favore del concepito sono subordinati all'evento della nascita.»
(Articolo 1 del Codice civile italiano)
La capacità giuridica, nell'ordinamento giuridico, indica la suscettibilità di un soggetto a essere titolare di diritti e doveri o più in generale di situazioni giuridiche soggettive. Non va confusa con la capacità di agire, che è l'idoneità del soggetto a porre in essere atti giuridici validi, esercitando in questo modo i suoi diritti e adempiendo ai suoi doveri. La capacità giuridica, in quanto modo d'essere del soggetto giuridico, rientra tra le qualità giuridiche e viene acquisita con la nascita.

## Storia
La civiltà romana non elaborò una definizione di capacità giuridica, ma impiegò espressioni varie, non tecniche, che pur dando la parvenza di coincidere con le moderne prescrizioni normative, se ne differenziano ampiamente.
Negli ordinamenti moderni e contemporanei essa è riconosciuta a ogni essere umano (persona fisica) oltre che alle persone giuridiche. Fino al crollo dell'ancien régime, che portò all'affermazione del principio di derivazione giusnaturalistica e illuministica consacrato nell'articolo 1 della Dichiarazione dei diritti dell'uomo e del cittadino del 1789, secondo il quale «gli uomini nascono e rimangono liberi e uguali nei diritti», in ordinamenti del passato la capacità non veniva riconosciuta a ogni uomo: ne erano esclusi gli schiavi che, ad esempio, il diritto romano assimilava alle res. In passato vi era inoltre una particolare causa di estinzione della capacità giuridica: la morte civile. Infatti la capacità giuridica, che ai sensi dell'art. 1 del codice civile italiano «si acquista al momento della nascita», non è un elemento innato dell'essere umano ma una concessione dell'ordinamento giuridico, che a seconda dei casi e periodi può anche imporre al riguardo delle limitazioni (come è avvenuto anche in periodi più recenti con le leggi razziali, che oggi sarebbero comunque incostituzionali).

## Ordinamento italiano

### La capacità giuridica delle persone fisiche
Nell'ordinamento giuridico italiano, le persone fisiche acquistano la capacità giuridica con la nascita: è, infatti, riconosciuta a tutti i consociati per il solo fatto della nascita (art. 1 del Codice civile), cioè per il solo fatto del distacco del nato dal grembo materno, quand'anche immediatamente dopo la nascita segua la morte o il nato sia destinato a morte sicura.
Sovente si è posto il problema della cosiddetta capacità giuridica anticipata all'evento della nascita, giacché a volte sembrerebbe che la capacità giuridica sia da attribuire anche al nascituro. In capo al nascituro è infatti riconosciuta una particolare capacità giuridica, che distingue se si tratti di nascituro concepito o nascituro non concepito. La questione, che interessa diversi aspetti della definizione del soggetto giuridico e diverse concezioni della rilevanza giuridica della vita, è fonte di nutrite disquisizioni dottrinali e di qualche incertezza applicativa pratica.
Il nascituro concepito, cioè il feto nel grembo materno (si discute da quale momento della suddivisione embrionale), ha titolo a concorrere alla successione mortis causa e a ricevere donazioni; è inoltre discusso se per questa ragione possa anch'esso stesso dare origine a un'eventuale linea successoria (le classiche ipotesi di scuola prevedono sia un feto divenuto erede per la premorienza del padre e successivamente morto ancora in fase fetale, sia il feto in grembo a madre morta e morto dopo di questa, prima di un parto ancorché forzoso). Questo concetto si basa sul brocardo medievale Conceptus pro iam nato habetur si de eius commodo agitur (il concepito è considerato nato quando trattasi dei suoi interessi).
Il nascituro non concepito, ovvero l'ipotetico figlio che potrebbe nascere a un dato potenziale genitore, ha la capacità di ricevere successioni e donazioni, come nel classico caso di disposizioni testamentarie che dispongano l'attribuzione di beni a condizione della nascita; le disposizioni per questo tipo particolarissimo di soggetto giuridico sono quindi sottoposte al vincolo dell'avveramento della condizione di venuta a esistenza.
La capacità giuridica si perde per morte (anche per morte presunta), e vi sono casi particolari che la limitano in caso di assenza o scomparsa (rileva talvolta se volontarie). L'articolo 22 della Costituzione pone una garanzia a tale posizione del soggetto, statuendo che «nessuno può essere privato, per motivi politici, della capacità giuridica».
La capacità giuridica di diritto privato è riconosciuta in capo non solo ai cittadini, ma anche allo straniero, col solo limite del principio di reciprocità, sancito dall'articolo 16 delle preleggi. «Lo straniero è ammesso a godere dei diritti civili attribuiti al cittadino» italiano nella misura in cui il cittadino italiano è ammesso al godimento dei medesimi diritti nel Paese dello straniero. Tale principio di reciprocità, giacché può comportare stringenti limitazioni alla capacità dello straniero, è stato intelligentemente escluso dal Testo unico delle disposizioni concernenti la disciplina dell'immigrazione e norme sulla condizione dello straniero emanato col decreto legislativo n. 286 del 1998. Difatti, l'articolo 2, comma 1, del predetto decreto legislativo statuisce che «allo straniero comunque presente alla frontiera o nel territorio dello Stato sono riconosciuti i diritti fondamentali della persona umana previsti dalle norme di diritto interno, dalle convenzioni internazionali in vigore e dai principi di diritto internazionale generalmente riconosciuti».

### La capacità giuridica delle persone giuridiche
La persona giuridica è titolare della capacità giuridica generale, col solo limite della compatibilità del rapporto con le caratteristiche immateriali dell'ente. Il criterio seguito è quello secondo il quale la posizione dell'ente è equiparata a quella della persona fisica, salvo il caso in cui l'esercizio del diritto presupponga l'esistenza corporea della vita umana (per esempio nel caso di matrimonio). Ergo la persona giuridica, anche se non riconosciuta, gode di tutti i diritti che non sono legati alla fisicità della persona fisica. Ad esempio, la Corte Suprema di Cassazione, con la sentenza n. 12929 del 2007, ha riconosciuto la risarcibilità del danno non patrimoniale ex art. 2059 c.c. patito dalla persona giuridica in conseguenza della lesione dei diritti della personalità.

## La capacità giuridica nella dogmatica giuridica[7]

### Definizione di capacità giuridica nelle diverse correnti di pensiero e le incapacità giuridiche generali e speciali
Secondo una corrente dottrinale che fa capo al civilista Angelo Falzea, la capacità giuridica è una posizione generale del soggetto rispetto all'effetto giuridico. La capacità giuridica è, adunque, una posizione astratta e potenziale per cui il soggetto è portatore potenziale di tutti i possibili effetti giuridici e in ciò si distingue dalla titolarità che designa la posizione di destinatario di singoli effetti giuridici.
Essendo la capacità giuridica una posizione generale, astratta e potenziale, essa si riferisce a tutti gli effetti, attuali o potenziali, che possono scaturire dall'ordinamento giuridico. Secondo questa concezione cosiddetta globale od organica della capacità giuridica, questa posizione spetta a tutti e si è destinatari della generalità degli effetti giuridici per due ordini di ragioni:
- La prima ragione si basa sul principio dell'eguaglianza formale che vuole «tutti i cittadini eguali davanti alla legge». Ne consegue che non possono esserci aree normative aprioristicamente precluse a determinati soggetti;
- La seconda ragione si basa sul carattere sistematico dell'ordinamento giuridico secondo il quale le norme sono interconnesse fra loro e il soggetto fa da collante dell'intero sistema. A maggior ragione, in forza di quest'assunto, non è concepibile una capacità giuridica riferita a singoli effetti giuridici, ma deve aver riguardo a tutti i possibili effetti, attuali o potenziali.

Alla teoria globale si contrappone la concezione atomistica kelseniana che, assimilando la capacità giuridica alla titolarità, illustra la posizione del soggetto rispetto al singolo effetto giuridico. In definitiva, la capacità giuridica è un intervento con efficacia costitutiva dell'ordinamento giuridico nei confronti dei consociati col quale lo Stato – che, secondo la definizione romaniana, è un «ordinamento giuridico originario, a fini generali, a base territoriale, dotato di un apparato autoritario, posto in una posizione di supremazia» – attribuisce ai soggetti, così come potrebbe astenersi dal farlo, tale capacità, distinguendosi in ciò dal riconoscimento con efficacia dichiarativa della soggettività giuridica, col quale lo Stato prende atto della soggettività.
L'accoglimento del principio d'eguaglianza formale in svariati ordinamenti giuridici comporta la spettanza della capacità giuridica a ogni consociato senza limitazioni, fermo restando che tale riconoscimento è un'attribuzione dello Stato. Dal ragionamento dianzi fatto consegue l'inammissibilità della incapacità giuridica generale che comporterebbe l'esclusione di determinati soggetti da qualsiasi effetto giuridico dell'ordinamento. È altresì inammissibile l'esistenza di una incapacità giuridica speciale che comporterebbe l'esclusione del soggetto da determinati effetti giuridici. Impropriamente si è parlato di incapacità giuridica speciale per connotare determinate scelte di vita del soggetto che lo escludono da determinate aree normative. Tale concezione non comporta limitazioni della capacità giuridica, giacché il soggetto, pur rinunciando a porre in essere determinate fattispecie normative, rimane destinatario di tutti gli effetti giuridici, attuali o potenziali, dell'ordinamento giuridico.

### Capacità giuridica e soggettività giuridica
Oltre alla differenza fondamentale testé citata, circa l'efficacia costitutiva e dichiarativa del riconoscimento delle posizioni del soggetto da parte dello Stato, è importante considerare che la capacità giuridica è una posizione limitata al momento effettuale, mentre la soggettività giuridica non si limita a tal momento, ma si ritrova anche nel fatto. Il soggetto, adunque, non si ritrova solo nell'effetto, ma anche nel fatto, pur non essendone l'autore, come portatore dell'interesse evidenziato dal fatto. Ne consegue che la soggettività giuridica è una situazione più ampia della capacità giuridica. 
Infine, non è possibile identificare le due posizioni, ma la soggettività giuridica è il presupposto sul quale si poggia il riconoscimento della capacità giuridica.